# Labuhan Deli
Labuhan Deli är en ort i Indonesien.   Den ligger i provinsen Sumatera Utara, i den västra delen av landet, 1 400 km nordväst om huvudstaden Jakarta. Labuhan Deli ligger 4 meter över havet och antalet invånare är 49 668.
Terrängen runt Labuhan Deli är mycket platt. Runt Labuhan Deli är det mycket tätbefolkat, med 2 431 invånare per kvadratkilometer. Närmaste större samhälle är Medan, 16,1 km söder om Labuhan Deli. Omgivningarna runt Labuhan Deli är en mosaik av jordbruksmark och naturlig växtlighet.